# Litchfield County
Litchfield County är ett administrativt område i delstaten Connecticut, USA. Litchfield är ett av åtta countyn i delstaten och ligger i den nordvästligaste delen av Connecticut. 

## Geografi
År 2010 hade Litchfield County 189 927 invånare. Den totala ytan av countyt är 2 446 km² (2 383 km² är land, 64 km² är vatten).

### Angränsande countyn
- Berkshire County, Massachusetts norr
- Hampden County, Massachusetts nordöst
- Hartford County öst
- New Haven County sydöst
- Fairfield County syd
- Dutchess County väst
- Columbia County, New York nordväst